# McCreary County
McCreary County är ett administrativt område i delstaten Kentucky, USA, med 18 306 invånare. Den administrativa huvudorten (county seat) är Whitley City. Countyt har fått sitt namn efter politikern James B. McCreary som var guvernör då countyt grundades.

## Geografi
Enligt United States Census Bureau så har countyt en total area på 1 115 km². 1 107 km² av den arean är land och 8 km² är vatten. 

### Angränsande countyn
- Pulaski County - norr
- Laurel County - nordost
- Whitley County - öst
- Scott County, Tennessee - söder
- Wayne County - väst